# Batalha de Saalfeld
A Batalha de Saalfeld foi uma pequena mas importante batalha travada em 10 de outubro de 1806 entre as tropas do Marechal Jean Lannes e a vanguarda do exército do General Hohenlohe, comandada pelo principe Luís Fernando da Prússia, perto da cidade alemã Saalfeld, hoje Saalfeld/Saale.

## Contexto
Após as derrotas impostas pela França aos outros coligados, impulsionada pela aristocracia e pela rainha, a Prússia decide declarar guerra ao Império francês. As forças são iguais, mas o exército francês esta muito melhor treinado e bem equipado.

## Início
O grande exército atravessou os campos de Frankenwald, com o objetivo de chegar ao "teatro de batalha" em três colunas, da seguinte forma:
- A coluna da direita(50 000 homens), formada pelos Corpos dos Marechais Soult e Ney, seguidos pelos bávaros.
- A coluna do centro (70 000 homens), era composta pelos corpos de Bernadotte( que forma o grupo de frente, com a cavalaria ligeira de Lasalle e Milhaud), além do corpo Davout. Eles são seguidos pela reserva da cavalaria de la Garde.
- A coluna da esquerda era composta pelos corpos de Lannes e d’Augereau.

Eles marchavam para Berlim pela margem direita do Saale, a passagem foi feita entre 8 e 10 de outubro

## A batalha
Na vespera da Batalha de Schleiz as tropas do General Lannes, que formavam a cabeça da coluna francesa da esquerda, encontrou o grupo de retaguarda do príncipe Louis Ferdinand de Prusse, com 8 300 homens e 27 canhões.
Durante esse tempo, Lannes fazia o comando da coluna da esquerda, com 42 000 homens, passando o 8 de outubro em Cobourg, o 9 em Gräfensthal e chegou no dia 10 em Saalbourg.
Não tendo informações sobre a força francesa, o príncipe Louis decidiu atacá-los.
Às nove horas da manhã, ele conduz suas tropas até Wöhlsdorf, a 2 km de Saalfeld, na margem esquerda do Rio Saale.
Eles formram sua infantaria em duas linhas, precedidas pela cavalaria de Schimmelpfenning e dua artilharia.
Os hussards saxãos ficaram na reserva.
Um destacamento foi lançado sobre a outra margem do Rio.
Às 10h30min ele conduz suas tropas sobre a cidade de Saalfeld, o General Lannes a contorna pela esquerda e ameaça o flanco direito do inimigo depois lança a divisão Suchet, comandando o ataque.
A cavalaria ligeira de Trelliard (9º e 10º hussards e 21º chesseurs), precionando o flanco esquerdo da divisão prussiana que se colocou em Saalfeld.
Um batalhão de elite da bateria Simonnet, marchando pela direita chegou em Saalfeld.
O resto do batalhão Suchet poe se colocar atrás da "cortina" produzida pelo 17º regimento.
Às 11h30min as linhas prussianas se deslocam para poderem se apoiar próximas ao rio.Tentando impedir o afogamento de suas tropa, o príncipe tenta opor um batalhão, comandado pelo General Clemens e apoiado por uma bateria de artilharia.
Tentando se reerguer, o príncipe lança um ataque de 6 batalhões sobre as linhas francesas. Esse ataque causa um incendio nas linhas francesas, apoiadas pelo 34º.
Às 14h30min Lannes lança toda a divisão Suchet, para um ataque decisivo, os prussos são completamente repelidos.
O príncipe Louis coloca-se na frente de sua cavalaria para encorajá-los. Infelizmente para ele, confrontou o sabre do Marechal Guindet 10 º regimento de hussards e morreu nesta batalha.

## Balanço
Depois dessa batalha, as tropas da Prússia retonaram, o que possibilitou as grandes batalhas de 14 de outubro.

## Forças presentes[1]
Forças francesas
- 12 800 homens
- 8 canhões
- 2 obuseiros
- 5º Corpo da "La grande Armée"-Sob o comando do Marechal Lannes
  - 1ª divisão do General Suchet
  - Chefe de estado maior: General Victor
    - 1ª brigada do general Michel Claparède
      - 17ª regimento de infantaria ligeira: Coronel Cabanne de Puymisson (2170 homens)

    - 2ª brigada: General Honoré Reille
      - 34º regimento de infantaria ligeira: Colonel Duloustier (2697 homens)
      - 40º regimento de infantaria ligeira: Colonel Chassereaux (1818 homens)

    - 3ª brigada: General Dominique Vedel
      - 64º regimento de infantaria lieira: Colonel Chauvel (1895 homens)
      - 88º regimento de infantari ligeira: Colonel Veilande (2043 homens)

    - Divisão de cavalaria ligeira: General Anne-François Trelliard
      - 9º regimento de hussards: Colonel Barbanègre (497 cavaleiros)
      - 10º regimento de hussards: Colonel Briche (470 cavaleiros)
      - 21º regimento de Chasseurs a cavalo: Colonel Berruyer (578 homens)

    - Artilharia
      - 2 bateria de artilharia a pé (2 canhões de 12 a 6 libras)
      - 1 bateria de artilharia a cavalo (2 obuseiros e 2 canhões de 4 libras)

 Forças Prussianas e  Saxônias
- 8 300 homens
- 27 canhões
- Divisão de retaguarda: Principe (Tenente-General) Luís Fernando da Prússia
  - Grupo do Major-General Von Pelet
    - 13º batalhão d fuzileiros Rabenau
    - 14º batalhão d fuzileiros Pelet
    - 15º batalhão de fuzileiros Rühle
    - 49º regimento de infantaria prussiana Von Müffling
    - Companhia de Chasseurs a pé Valentin
    - Companhia de Chasseurs a pé Masar
    - 6º regimento de Hussards Schimmelpfenning
    - 1 bateria de artilharia a pé (canhões de 6 libras)
    - 1/2 bateria de artilharia a cavalo (canhões de 4 libras)

  - Destacamento saxão do Major-General Von Bevilaqua
    - Regimento de infantaria saxão prince Xavier
    - Regimento de infantaria saxão Kurfüst
    - Regimento de infantaria saxão prince Clément (ou Clémens)
    - 5 esquadrões de hussards saxãos
    - 1 bateria de artilharia a pé (canhões de 4 libras)